# Jewhen Korol
Jewhen Hryhorowycz Korol, ukr. Євген Григорович Король, ros. Евгений Григорьевич Король, Jewgienij Grigorjewicz Korol (ur. 21 maja 1947 w Stalino) – ukraiński piłkarz, grający na pozycji obrońcy lub pomocnika, trener piłkarski.

## Kariera piłkarska

### Kariera klubowa
W 1966 rozpoczął karierę piłkarską w Łokomotywie Donieck. W 1967 został zaproszony do Szachtara Donieck. W 1970 przeniósł się do klubu Azoweć Żdanow, który potem zmienił nazwę na Metałurh Żdanow. W latach 1972–1973 bronił barw wojskowego klubu SK Czernihów. W 1974 zasilił skład Tawrii Symferopol, w której występował przez wiele lat. W 1980 przez pół roku grał w farm-klubie Meteor Symferopol. W 1982 roku zakończył karierę piłkarza.

## Kariera trenerska
Po zakończeniu kariery piłkarskiej rozpoczął pracę szkoleniowca. W 1982 pomagała trenować piłkarzy Tawrii Symferopol. Potem trenował drużynę rezerw Szachtara Donieck, a od 1992 drugą drużynę klubu. Potem prowadził kluby Metałurh Konstantynówka i Medita (Szachtar) Szachtarsk. Na początku 1996 stał na czele Metałurha Donieck, którym kierował do czerwca 1997. Potem powrócił do pracy z drugą drużyną Szachtara Donieck. W 2007 został mianowany na stanowisko głównego trenera Tytanu Donieck, w którym pracował przez dwa sezony.

## Sukcesy i odznaczenia

### Sukcesy klubowe
Tawrija Symferopol
- mistrz Pierwoj ligi ZSRR: 1980